# Aneta Szczepańska
Aneta Maria Szczepańska est une judokate polonaise née le 20 juin 1974 à Włocławek.

## Biographie
Elle dispute les Jeux olympiques d'été de 1996 à Atlanta où elle remporte une médaille d'argent.

## Palmarès

### Jeux olympiques
- Jeux olympiques d'été de 1996 à Atlanta
  -  Médaille d'argent en -66 kg[1]

### Championnats du monde
- Championnats du monde de judo 2005 au Caire
  -  Médaille de bronze en -66 kg